# مرگ کسب‌وکار من است (فیلم)
مرگ کسب و کار من است فیلمی ایرانی به کارگردانی و نویسندگی امیرحسین ثقفی و تهیه‌کنندگی علی‌اکبر ثقفی ساخته سال ۱۳۸۹ است. بازیگران این فیلم پژمان بازغی، امیر آقایی، کامران تفتی، ماه چهره خلیلی، مریم بوبانی، اکبر سنگی و رامین راستاد هستند. این فیلم نخستین تجربه فیلم بلند امیر ثقفی است.

## داستان فیلم
سه مرد برای سرقت با یکدیگر همراه می‌شوند. داستان تراژدی که مرگ چندین انسان را به تصویر می کشد.

## بازیگران
- پژمان بازغی
- امیر آقایی
- کامران تفتی
- ماه چهره خلیلی
- مریم بوبانی
- اکبر سنگی
- رامین راستاد